# Rubus silvae-thuringiae
Rubus silvae-thuringiae är en rosväxtart som beskrevs av W.Jansen. Rubus silvae-thuringiae ingår i släktet rubusar, och familjen rosväxter. Inga underarter finns listade i Catalogue of Life.